# Buckau

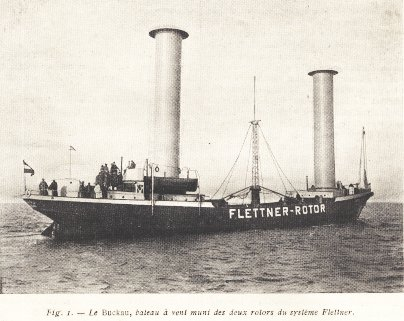
Buckau na moři

Buckau byla loď zkonstruovaná německým vynálezcem Antonem Flettnerem, první loď poháněná tzv. Flettnerovými rotory, které fungují na principu Magnusova jevu.
V letech 1919–1920 ji zkonstruoval jako pokusnou loď s délkou 52 metrů, přičemž byla vybavena dvěma 18 m vysokými rotory o průměru 270 cm. Poháněly je vznětové motory o výkonu 33 kW. První cestu podnikla z tehdy Gdaňského městského státu přes Severní moře do Skotska. Nová technologie se ukázala v dobrém světle, když loď překonala plavbu i za bouřlivého počasí, ovšem pro rotory byla rozhodující zkouškou až plavba přes Atlantik. Dne 31. března 1926 vyplula tedy z Hamburku a jižní cestou se zastávkou na Kanárských ostrovech doplula 9. května do New Yorku. Buckau si získala pozornost světové veřejnosti a stala se technologickým unikátem. Později byla prodána a přejmenována na Baden-Baden (podle německého města). Paradoxně byla přestavěna na plachetnici a její stopa končí v Karibiku při bouři roku 1931.
Po ověření technologie na této lodi byla postavena větší třírotorová nákladní loď Barbara.